# シール・ムハンマド
シール・ムハンマドは、モグーリスタン・ハン国の君主。

## 生涯
ムハンマドの子。1415年に父が死去すると、セミレチエ地方にあった遺領の一部を相続した。1420年、ドゥグラトを味方につけたシール・ムハンマドはモグーリスタンの君主であった甥のワイスに反旗を翻し、ティムール朝のウルグ・ベクからの支援も受けた。
翌1421年、ワイスを倒して即位した。ウルグ・ベクから支援を受けた見返りにティムール朝が優越することを認め、1422年にチュイ川とタラス川渓谷の支配権を割譲した。しかしティムール朝の従属下からの離脱を画策し始め、フェルガナから逃亡した将軍をティムール朝に引き渡すことを拒否した。同時にチュイ川渓谷を奪還しようと試みたが、ティムール朝に敗北した。その後もイシク・クル湖畔とイリ川渓谷でも戦闘が続き、一連の騒乱でモグーリスタンのかなりの部分が荒廃した。
1425年、ロプノール湖畔にいたワイスが復権を図り、シール・ムハンマドはドゥグラトのアミールたちによって廃された。その後もシール・ムハンマドは死去するまで君主位奪還のために北西部で戦い続けた。
| スタブアイコン | サブスタブ | この項目は、まだ閲覧者の調べものの参照としては役立たない、人物に関連した書きかけの項目です。この項目を加筆・訂正などしてくださる協力者を求めています（P:人物伝/PJ:人物伝）。 |